# میاموتو یوشیمی
میاموتو یوشیمی (به ژاپنی: 宮本義己) (تولد ۱۹۴۷) یکی از محققان تاریخ ژاپن و یکی از استادان مشهور دانشگاه کوکوگاکواین و دانشگاه تی‌کیو است. تخصص وی در مورد تاریخ ژاپن در قرون وسطی و قرون اخیر است.